# Воля-Задеревацька
Воля-Задерева́цька — село в складі Моршинської міської громади в Україні, у Стрийському районі Львівської області. Населення становить 871 осіб. Орган місцевого самоврядування — Моршинська міська рада.

## Географія
Село знаходиться на відстані 10 км на схід від Моршина, — 25 км від Стрия, відстань до Львова — 94 км (через Миколаїв, Стрий, Моршин, Лисовичі).

## Назва
Існувала легенда про село в якій йшлося про те, що дуже-дуже давно в селі Задеревач жив дуже заможний пан. У цього пана була гарна кріпачка яку звали Маруся (в деяких джерелах — Марися). Пан настільки сподобав цю молоду дівчину, що вирішив дати їй волю. Так і сталося. Він дав їй документ про звільнення від панщини, відділив частину земельних володінь для вільних селян, на яких оселилася Маруся. Поступово там оселилися селяни. Люди дали цьому містечку назву «Воля». Це містечко знаходилося за лісом Деревці, і після цього пішла назва Воля Задеревацька.

## Історія

### Перша згадка про село
Точний час виникнення села Задеревці встановити не вдалося. Село під назвою Задеревець вперше згадується в архівних документах 1710 року (за переказом з 1536 року).
У 1536—1541 роках село Задеревачі належало Жидачівському старості Мальхієрові. Село Задеревачі (так зване Воля Задеревацька), виникло пізніше і звалося Волею Задеревацькою тому, що декілька років після заселення було звільнене від податків та панщини. Поміщик — феодал, який хотів збільшити площу земельних угідь, виганяв «винних» селян-кріпаків на болотяні і лісові місця. Крім цього феодал ізолював селян — кріпаків, які боролися проти феодального гніту і могли втягнути в цю боротьбу інших селян — кріпаків.
Під кінець 18 століття в 1787 році село Задеревач і Воля Задеревацька були в володінні графа Дідушицького і за еквівалентним обміном перейшли у володіння австрійських державних столових маєтків. За даними австрійської метрики в час знесення панщини в 1848 році в селі Воля Задеревацька було 53 селянських ґрунтових поселень, яким належало 439 моргів землі 11 поселень мали по 10 — 15 моргів.
У 1822—1828 роках у селі споруджено дерев'яну церкву святого Архістратига Михайла. 1830 року споруджено дерев'яну дзвіницю. Храм є пам'яткою сакральної архітектури, охороняється законом.

### Вплив Австрійської революції на село
Після революції в Австрійській імперії у 1848 році було скасовано кріпосне право і в Галичині. Вільними стали і жителі Волі Задеревацької, але корінних змін у житті селян не відбулося. Селяни були витіснені не менш родючі ґрунти, кращі землі дістались тільки заможним. Після скасування панщини населення почало зростати за рахунок безземельних з інших сіл. Почалося подальше розкорчування лісу та чагарників, осушення боліт. Якщо в 1848 році було 53 селянських поселень, то через 19 років у 1867 році було 92 двори і 546 чоловік населення. Сільські багатії обплутували селян різними боргами. Найбільшим був Филик Григорій Іванович, яким мав 22 гектари землі, 8 корів, 4 пари коней. У нього працювало 4 наймити, крім того, його землю обробляли селяни-боржники, які більшу частину літа відробляли борги на його землях і нужденне життя спонукало сільських злидарів кидати свої домівки і їхати за кордон у пошуках заробітку. 28 жителів села закинула лиха доля в Аргентину, Канаду, Австралію, США. Злидні і безправ'я селян викликало ненависть до гнобителів.

### Відбиток Другої світової війни на становище села
15 червня 1934 року село передане з Долинського повіту до Стрийського.
Під час Другої світової війни було знищено бібліотеку, де нараховувалося 3 500 екземплярів книг. Закритий був клуб. На селян накладали великий грошовий податок, крім того, від них відбирали хліб, птицю, худобу. У 1942 році виник голод від якого померло 17 чоловік. Рятуючись від голодної смерті, більша половина населення шукала випадкових заробітків у Моршині, Болехові, Стрию та інших місцях. У селі багато селян не мали своїх хат, жили по кілька родин в однім будинку, а то і в одній кімнаті. Худобу, птицю більшість тримали в сінях. Хати були без димарів. У хатах не було ніяких меблів. Одягалося населення з власновиробленого полотна. Взуття було — дерев'янці, постоли.

### Село після закінчення Другої світової війни
Після закінчення війни жителі села взялись загоювати рани. Відновила роботу сільська рада, але не всім одноосібним господарством можна було добитися достатку.
У 1948 році був організований колгосп, називався « Червоний промінь», а потім колгосп імені Фрунзе. Провідна галузь господарства — тваринництво. На той час у селі всього великої рогатої худоби було 92, коней — 30, гусей — 300. У 1963 році було побудовано одну свиноферму. Також у цьому ж році було побудовано крамницю.

### Культурне обличчя села після Другої світової війни
Змінилося і культурне обличчя села. Вже в 1859 році в селі була заснована перша школа, так звана приходська. У ній навчалося 87 дітей. Першим вчителем школи був А. Меленевич.
У наступні роки у с. Воля Задеревацька кількість учнів і вчителів була такою:
- 1913 р. — двокласна школа, 219 учнів, 3 вчителі;
- 1930 р. — двокласна, 138 учнів, 2 вчителі;
- 1939 р. — чотирикласна, 152 учні, 4 вчителі, вечірня — 211 учнів;
- 1952 р. — семирічна, 172 учні, 5 вчителів;
- 1963 р. — на базі семирічної восьмирічна, 150 учнів, 11 вчителів.
- 1990 р. — восьмирічну перейменовану на основну, 194 учні, 16 вчителів.

До другої світової війни в перших і других класах діти вчилися по року, у третіх і четвертих — по два роки в кожному класі. Хто не міг засвоїти річну програму, залишався на другий рік. Були учні, які в одному класі могли вчитися по декілька років. За непослух, не виконання завдань вчителя дітей карали фізично. У першому і другому класах учні писали на дощечках, а в третьому і четвертому — в зошитах. Вивчали такі дисципліни: польську мову, українську, рахунки, історію (лише по карті). Раз на тиждень до села приїжджав священик і вчив дітей катехизму. У 30-тих роках у с. Воля Задеревацька розпочалося будівництво нової школи, яке в 1937 році було завершено. Під час німецької окупації школи в селах В. Задеревацька та Задеревач були закриті. У післявоєнні роки навчання дітей відновили. У с. Воля Задеревацька учні навчалися у двох приміщеннях: у хаті жителя І. Дидина та в колишній резиденції священика, у якій до цього проживав настоятель місцевої греко-католицької церкви о. Андрій Бандера — батько Степана Бандери. За часів сталінських репресій (30-ті роки XX ст.) школа піддавалася політичному тиску. У цей час був арештований її директор Роман Пруб'якевич як член підпільної організації, що боролася проти радянської влади. Про його подальшу долю нічого не відомо. У с. Задеревач у початковій школі у 1963 році навчалося 50 учнів і працювало 2 вчителі зі середньою педагогічною освітою. На початку 1970-х років початкову школу в с. Задеревач було закрито, її учнів переведено до школи в с. Воля-Задеревацька. З того часу учні з двох сіл стали навчатися спільно. Та у певний час приміщення школи перестало задовольняти потреби учнів і вчителів. Класні кімнати були замалими, не вистачало приміщень, щоб вчитися в одну зміну. Опалювалася школа дровами.
У 1995 році в селі збудували нову, за сучасним планом, середню школу. Її відкриття присвятили до 400-ліття від дня народження Богдана Хмельницького і 4-ї річниці від дня проголошення незалежності України.

## Сьогодення
Головним керівним органом села є сільська рада. У підпорядкуванні сільської ради села Воля Задеревацька є село Задеревач. Головою сільської ради є Хомин Руслан Іванович.
У 2009 році за сприянням Народного депутата Віктора Швеця у школі села Воля Задеревацька було урочисто відкрито клас Степана Бандери (до 100-ліття з дня уродин Провідника), подано документи про присвоєння школі імені Степана Бандери. У 2010 році школу було реорганізовано у навчально-виховний комплекс «Волезадеревацький загальноосвітній навчальний заклад І—III ступенів — дошкільний навчальний заклад» у зв'язку з відкриттям при школі дитячого садка на 25 місць.
У 2011 році за кошти, зібрані з громади села, повністю почали реставрувати старовинний храм. Храмове свято мешканці села Воля Задеревацька святкують 21 листопада, у честь покровителя церкви св. Архістратига Божого Михаїла.
У 2012 році в селі сформувалася футбольна команда «Воля».
У 2016 році на Зелені Свята, село вперше за свою історію відсвяткувало День Села.

## Політика

### Парламентські вибори, 2019
На позачергових парламентських виборах 2019 року у селі функціонувала окрема виборча дільниця № 461441, розташована у приміщенні школи.
Результати
- зареєстровано 612 виборців, явка 77,45 %, найбільше голосів віддано за «Слугу народу» — 28,27 %, за «Європейську Солідарність» — 18,35 %, за партію «Голос» — 13,71 %.[3] В одномандатному окрузі найбільше голосів отримав Андрій Кіт (самовисування) — 33,54 %, за Олега Канівця (Громадянська позиція) — 17,72 %, за Андрія Гергерта (Всеукраїнське об'єднання «Свобода») — 14,35 %[4].

## Відомі люди
Протягом 1933—1936 років у селі з родиною проживав відомий український політичний діяч Степан Бандера. На основі колишньої плебанії, де мешкали Бандери, сьогодні створено музей-садибу цієї родини. Родина Бандерів переїхала в село, тому що батька Степана Бандери — священика Андрія Бандеру направили служити в храмі села.
У 1990 році в колишньому будинку плебанії, де проживала родина священика, відкрито меморіальний музей-садибу та меморіальну таблицю Степанові Бандері (автор — скульптор Микола Посікіра)
Поряд з музеєм, у 1997 році відкрито пам'ятник С. Бандері роботи скульптора Василя Гурмака.
Перед музеєм також відкрито Алею борців за волю України з бронзовими барельєфами Симона Петлюри, Євгена Коновальця, Романа Шухевича, Ярослава Стецька, Олекси Гасина — роботи скульптора Тараса Білоуса.